# 残された者 -北の極地-
『残された者 -北の極地-』（のこされたもの きたのきょくち、Arctic）は2018年のアイスランドのサバイバル映画。監督はジョー・ペナ、主演はマッツ・ミケルセンが務めた。

## ストーリー
乗っていた飛行機が北極圏で墜落したため、オボァガードは極寒の中、たった一人で取り残された。飛行機の残骸で仮の住居を建て、厚い氷に穴を開けて魚を釣り、周辺の地理情報を記録し、救難信号を発信して過ごすオボァガード。食料の一部が盗まれ、ホッキョクグマの足跡を見つける事件も起こった。
ついに一機のヘリコプターがオボァガードを救助しにやって来た。ところが、突然のブリザードに巻き込まれ、そのヘリコプターも墜落してしまった。操縦士は亡くなったが、同乗していた女性は辛うじて助かった。オボァガードは彼女を救出したが、医療機関による処置が必要な状態であることは明白だった。
ヘリコプターの備品からを地図を見つけるオボァガード。歩いて数日の場所に建物があることを知ったオボァガードは、女性を“そり”に乗せ、過酷な旅に打って出た。しかし、いきなり地図にない岩壁に遭遇し、どうやってもよじ登れない。やむなく遠回りの迂回路を選ぶオボァガード。
迂回路でも次々と障害に直面しながら女性を運ぶオボァガード。一度は女性の反応がなくなり死亡したかに見えたが、オボァガードは這うようにして“そり”を引き続けた。やがて海岸に辿り着いた時、ヘリコプターを目撃するオボァガード。発煙筒で合図したがヘリコプターは岸壁の向こうに飛び去った。力を使い尽くして倒れるオボァガード。微動だにしないオボァガードの近くに、迂回して来たヘリコプターが着地した。

## キャスト
- オボァガード: マッツ・ミケルセン
- 女性: マリア・テルマ・サルマドッティ（英語版）

## 製作
本作の主要撮影はアイスランドで19日間かけて行われた。マッツ・ミケルセンは本作の撮影を回想して「キャリアの中で最も過酷な撮影だった」と述べている。

## 公開・興行収入
2018年5月10日、本作は第71回カンヌ国際映画祭でプレミア上映された。11日、ブリーカー・ストリートが本作の全米配給権を獲得したと報じられた。2019年1月3日、本作のオフィシャル・トレイラーが公開された。
2019年2月1日、本作は全米4館で限定公開され、公開初週末に5万878ドル（1館あたり1万2720ドル）を稼ぎ出し、週末興行収入ランキング初登場41位となった。
日本では本編の吹き替え版は作られなかったものの、多くの作品でミケルセンの吹き替えを務めている井上和彦をナレーションに起用した日本版予告編が作られた。

## 評価
本作は批評家から高く評価されている。映画批評集積サイトのRotten Tomatoesには127件のレビューがあり、批評家支持率は88%、平均点は10点満点で7.17点となっている。サイト側による批評家の見解の要約は「『残された者 -北の極地-』によって、良質のスリラー映画は多数の会話シーンを必要としない―特に、マッツ・ミケルセンが生き延びるために奮闘しているときには―ことを証明した。」となっている。また、Metacriticには32件のレビューがあり、加重平均値は71/100となっている。